# Burnout Revenge
Burnout Revenge es un videojuego de carreras de la serie Burnout. Fue lanzado para PlayStation 2 y Xbox el 13 de septiembre de 2005 junto al juego para PlayStation Portable Burnout Legends. El 7 de marzo de 2006 fue lanzado también para XBOX 360. Desde del éxito de Burnout 3: Takedown, Revenge alardea de varias mejoras de gráfica, la física del juego, al rival, así como la capacidad de utilizar el tráfico como un arma.

## Nuevos rasgos
Las pistas han sido mejoradas y son construidas ahora para la batalla, con muchas rutas alternas, atajos y obstáculos.
En el juego se muestran diferentes rasgos como lo que es el crashbreaker, que su traducción es rompechoques en la versión española, el crashbreaker o rompechoques, consiste en cuando te estrellas con un auto, muro u otra cosa, tienes la oportunidad de explotar, para hacer diversos takedowns a tus rivales, funciona tanto en carrera normal, furia al volante y pruebas de choques en el juego.
También esta el traffick checking que consiste en chocar al tráfico en tu misma dirección y algunos vehículos ligeros, de lo contrario, si chocas al tráfico de ruta contraria o vehículos pesados, el jugador se estrella, también existe un modo de juego llamado traffick attack, que consiste a chocar a todo el tráfico que sea posible y sumar una cantidad de dinero hasta que se acabe el tiempo, también existen los trofeos que se cumplen a medida que juegues, uno de ellos es explotar a los rivales con el rompechoques, terminar una carrera sin chocarte entre muchas otras más.

## Datos anexos
Este videojuego está dedicado a la memoria de Rabin Ezra (quien fue uno de sus principales programadores) mensaje que puede verse al inicio del juego. Ezra nunca vio su proyecto finalizado debido a que falleció en junio del año 2005 en Malta debido a complicaciones de una neumonía, meses antes que el juego fuese lanzado al mercado.

## Versión de Xbox 360
La versión para Xbox 360 de Burnout Revenge incluye nuevas características y mejores gráficos del juego para poder utilizar la potencia de la consola. El juego incluye 10 nuevos choques en Crash Tour. También incluye un modo en línea muy mejorado que introduce Rivales Revenge en línea. Este sistema permite a los jugadores hacer un seguimiento de su número de veces que han hecho un Takedown. 
La nueva versión también incluye una nueva característica: Burnout Clips, que permite guardar vídeos con duración de 30 segundos solo en modo Offline y puede ser compartido con otros jugadores en Xbox LiveY poder desbloquear logros del ranking de visitas.

## Canciones del juego
Burnout Revenge licenció 41 canciones de diferentes estilos musicales tales como: punk, metal, hard rock, rock alternativo, Drum and Bass y Electro house de varios artistas entre ellos: Yellowcard, Billy Talent, Apocalyptica, Andy Hunter, The Chemical Brothers, etc. Las canciones pueden ser esuchadas desde la estación ficticia Crash FM.

## Recepción y crítica
Burnout Revenge obtuvo altas calificaciones por parte de la crítica y sitios web. La página Game Rankings obtuvo un 90.48% para PS2, un 89% para Xbox y 88% para Xbox 360. Eurogamer le dio 8/10, mientras que IGN lo calificó con un 8.9/10.
Metacritic le dio un promedio para PlayStation 2 de 90/100 basado en 52 comentarios.

## En la cultura popular
La versión de PlayStation 2 del juego aparece dos veces en el episodio de Smiling Friends "A Allan Adventure" cuando Mr. Landlord le ofrece a Allan que "fumen marihuana mientras beben soda dietética y juegan al Burnout Revenge para el PlayStation 2".